# Міхів (гміна)
Гміна Міхів (пол. Gmina Michów) — сільська гміна у східній Польщі. Належить до Любартівського повіту Люблінського воєводства.
Станом на 31 грудня 2011 у гміні проживало 6155 осіб.

## Площа
Згідно з даними за 2007 рік площа гміни становила 135.93 км², у тому числі:
- орні землі: 73.00%
- ліси: 18.00%

Таким чином, площа гміни становить 10.53% площі повіту.

## Населення
Станом на 31 грудня 2011:
| Опис     | Загалом | Загалом | Чоловіки | Чоловіки | Жінки | Жінки |
| -------- | ------- | ------- | -------- | -------- | ----- | ----- |
| одиниця  | осіб    | %       | осіб     | %        | осіб  | %     |
| все      | 6155    | 100     | 3057     | 49.67    | 3098  | 50.33 |
| міське   | 0       | 100     | 0        |          | 0     |       |
| сільське | 6155    | 100     | 3057     | 49.67    | 3098  | 50.33 |

## Сусідні гміни
Гміна Міхув межує з наступними: Абрамів, Баранів, Фірлей, Єзьожани, Камйонка, Коцьк.